# Джеймс Френсіс Ґанн
Джеймс Ґанн (англ. James Gunn, 5 серпня 1966, Сент-Луїс) — американський кінорежисер, сценарист, актор, письменник і музикант. Він почав свою кар'єру сценариста в 1990-х і написав сценарії до фільмів «Тромео і Джульєтта» (1996), «Незвичайні» (2000), «Скубі-Ду» (2002), його продовження «Скубі-Ду 2: Монстри на волі» (2004) та до версії 2004 року «Світанок мерців». Згодом почав також займатися режисурою, знявши перший фільм «Слимак» 2006 року. Далі став режисером і сценаристом вебсеріалу «Недопорно» (2008—2009), супергеройського фільма «Супер» (2010), і фільмів кіновсесвіту Marvel «Вартові галактики» (2014) і його продовження, «Вартові галактики 2» (2017), «Вартові галактики 3» (2023).
З 1 листопада 2022 року генеральний директор DC Studios (разом з Пітером Сафраном).

## Раннє життя
Джеймс Ґанн народився у місті Сент-Луїс, штат Міссурі, частина дитинства режисера пройшла в місті Манчестер того ж штату. У Джеймса є четверо братів і сестра. Шон Ґанн, який став актором; Метт Ґанн, який став актором і сценаристом; Браян, який є сценаристом і продюсером; Патрік, що також працює у сфері кіно і медіа, який в минулому був віцепрезидентом студії «Artisan Entertainment»; і сестра Бет, судовий адвокат в Лос-Анджелесі. Їх батьки — Леота і Джеймс Ф. Ґанни, який є адвокатом. Ґанн заявляє, що його прізвище походить від ірландського прізвища МакгілҐанн, що означає «сини в слуги бога мертвих».
Будучи молодим, Ґанн був шанувальником ряду низькобюджетних фільмів, таких як, наприклад, «Ніч живих мерців» і «П'ятниця, 13-те». Майбутній режисер любив читати тематичні журнали як «Fangoria»; і відвідував покази жанрового кіно, включаючи оригінальний «Світанок мерців». У віці 12 років Джеймс почав знімати фільми про зомбі на 8-міліметрову камеру зі своїми братами в лісі, поруч з їхнім будинком.
Ґанн і його брати є випускниками середньої школи університету Сент-Луїса, приватної єзуїтсько-католицької середньої школи, розташованої в околиці Кінгс-Оак в Сент-Луїсі. Вони закінчили її в 1984 році. Джеймс вступив в Сент-Луїський університет і закінчив його зі ступенем бакалавра мистецтв. Будучи в цьому університеті, Він створював політичні мультики для щотижневої шкільної газети, «The University News». Він також навчався мистецтва кіно в Університеті Лойола Мерімаунт в Лос-Анджелесі 2 роки, але кинув його. Пізніше, Джеймс Ґанн здобув ступінь магістра мистецтв в Колумбійському університеті в 1995 році.

## Кар'єра
Ґанн організував у 1989 році, коли ще проживав в Сент-Луїсі, гурт під назвою «The Icons», що виконував альтернативний рок, готик-рок і нову хвилю, де він був головним вокалістом. Група досягла деякого регіонального успіху з їх альбомом 1994 року під назвою «Mom, We Like It Here on Earth» і їх пісні «Sunday» та «Walking Naked» звучали у фільмі «Тромео і Джульєтта». У 90-х роках члени групи розійшлися. Ґанн продовжив працювати над музикою, створюючи пісні для фільмів «Скубі-Ду», «Скубі-Ду 2: Монстри на волі» і «Фільм 43».

### Кіно і телебачення
Джеймс Ґанн почав свою кар'єру у створенні фільмів на Troma Entertainment, де він написав сценарій до незалежного фільму «Тромео і Джульєтта». Разом зі своїм наставником Ллойдом Кауфманом, співзасновником Troma, Ґанн навчився писати сценарії, продюсувати фільми, і навіть створювати свої власні постери.
Першим головним голлівудським сценарієм Ґанна став фільм «Скубі-Ду» в 2002 році. 2004 року, він написав сценарій до ремейку фільму Джорджа Ромеро «Світанок мерців», і «Скубі-Ду 2: Монстри на волі». З цими фільмами Ґанн став першим сценаристом, чиї два перших фільми відразу ж показали високі збори. У тому ж році він став виконавчим продюсером і актором у псевдодокументальному фільмі «ЛолліЛав», де його тодішня дружина, Дженна Фішер, була режисером і актором. Його режисерським дебютом став комедійний фільм жахів 2006 року «Слимак». «Слимак» на сайті Rotten Tomatoes був включений в список 50 найкращих фільмів жахів.
Такі проєкти Ґанна включали короткометражний фільм «Humanzee!», який спочатку був призначений суто для серії короткометражних комедійних фільмів «Жах зустрічає комедію» на Xbox live, зняті режисерами фільмів жахів, але був замінений на «Спаркі та Мікаелу», яка дебютувала на Xbox live 31 грудня 2008 року. В інтерв'ю 2009 року на шоу Джейсі Голла Ґанн описав «Спаркі і Мікаелу», як фільм «про злочинну бойову команду людей-єнотів, і вони б'ються в злочинному бою, серед пухнастих тварин в лісовому світі, і в людському світі». У Ґанна також є серії інтернет-короткометражок для Spike.com, який називається «Порно для всієї родини».
У 2008 році він став одним із суддів на реаліті-шоу каналу VH1 «Королеви крику», де 10 невідомих актрис змагалися за роль у фільмі «Пила 6», де він керував конкурсантами під час діючих змін.
У 2009 році він оголосив, що збирається написати сценарій і з нього зняти фільм «Свійські тварини», комедію про людину, яку викрали інопланетяни та хочуть перетворити в домашнього улюбленця, з Беном Стіллером, Стюартом Корнфельдом і Джеремі Креймером в ролі продюсерів. Проте до березня 2009 року він оголосив, що «Свійські тварини, на жаль, завершені. Я пропав. Я покинув проєкт з різних причин. Я сподіваюся, що вони коли-небудь побачать світло дня, але мене не буде в статусі режисера».
У 2010 році Джеймс випустив фільм «Супер», чорну комедію і сатиру на супергероїв з Рейном Вілсоном і Еллен Пейдж в головних ролях.
Ґанн був сценаристом і режисером адаптації фільму компанії Marvel Studios «Вартові Галактики», який вийшов 1 серпня 2014 року. Його брат, Шон Ґанн, взяв участь у зніманнях фільму, але не тільки як актор, а ще як один з помічників режисера. Після успішного прийняття фільму глядачами та критиками, Джеймс написав розширений лист з подяками у Facebook його спонсорам: «Спасибі всім вам, хто подивився (або дивиться) „Вартових Галактики“ на цих вихідних, від глибини мого серця. Варти — це група диваків, ізгоїв і ідіотів. Це кіно для тих, кого коли-небудь кинули, залишили. Це для всіх нас, кому нічого не належить. Цей фільм належить вам. І сьогодні, я думаю, що ми все робимо добре».
26 липня 2014 року на представленні Marvel Studios на San Diego Comic-Con International було оголошено, що Ґанн допускає, що буде біля штурвала сіквела «Вартових Галактики».
Ґанн також з'являється у фільмах як актор, переважно в маленьких ролях і невказаних появах в його власних проєктах.

### Інші проєкти
За межами кіно і телебачення Ґанн 2000 року написав роман під назвою «Колекціонер іграшок», сюжет якого описує санітара, який краде ліки з лікарні, щоб зберегти свою звичку колекціонувати іграшки живцем. 1998 року він у співавторстві з президентом Troma Ллойдом Кауфманом написав книгу «Все, що мені потрібно знати про створення фільмів, я дізнався від Токсичного месника», яка розповідала про його з Кауфманом досліди, поки вони працювали в Troma. У наступному 1999 році за цією книгою був знятий фільм «Безмежний терор».
Він також придумав сюжет для відеогри компанії «Grasshopper Manufacture» під назвою «Lollipop Chainsaw».

### Звільнення зі студії Disney
20 липня 2018 року Ґанн був звільнений Disney з посади режисера франшизи «Вартові Галактики» за свої пости в Twitter 2009—2010 років, в яких він активно жартував про педофілію, СНІД та інші аморальні речі. Керівництво «Disney» визнало таку поведінку неприйнятною і «розірвало з ним всі зв'язки». Згодом була проведена особиста зустріч виконавчого директора Disney Алана Горна з режисером, після якої студія підтвердила, що не має наміру повертати його до знімання третьої частини фільму. Проте через вісім місяців, після декількох переговорів Алана Горна й Джеймса, Disney офіційно повернули Ґанна як режисера третьої частини «Вартових Галактики».

### DC Studios
Ганн та його постійний продюсерський партнер Пітер Сафран консультували Девіда Заслава, генерального директора новоствореної компанії Warner Bros. Discovery, під час пошуку нового керівника DC Films. Дует вразив Заслава, який вирішив призначити їх співголовами та генеральними директорами DC Films, ребрендованої в DC Studios, з контролем над фільмами, анімацією та телевізійними проектами, заснованими на персонажах коміксів DC. Ганн курує творчі аспекти і під час свого перебування на посаді буде ексклюзивно співпрацювати з Warner Bros. Discovery. Обидва обійняли свої посади 1 листопада 2022 року.

## Особисте життя
Джеймс Ґанн одружився з лауреаткою премії «Еммі» акторкою Дженні Фішер 7 жовтня 2000 року. Після семи років шлюбу Ґанн і Фішер оголосили про початок шлюборозлучного процесу 5 вересня 2007 року. Розлучилися менше ніж через рік. Вони залишаються друзями, і 2010 року Фішер допомогла з підбором актора Рейна Вілсона, який був її колегою по серіалу «Офіс», на роль у фільмі Ґанна «Супер».
З того часу Джеймс перебував у романтичних стосунках зі скрипалькою гурту «Kayo Dot» Мією Матсумією і моделлю Мелісою Стеттен.
У Ґанна є собака по кличці доктор Веслі фон Спірс, суміш кокер-спанієля, сибірського хаскі та грейхаунда. Спочатку врятованого з Карсона, Каліфорнії, Ґанн прихистив фон Спірса 2003 року, і він з'явився в декількох фільмах Ґанна.

## Фільмографія

### Кінофільми
| Рік  | Назва                         | Оригінальна назва                | Режисер      | Сценарист | Продюсер   | Примітка                         |
| ---- | ----------------------------- | -------------------------------- | ------------ | --------- | ---------- | -------------------------------- |
| 1996 | Тромео і Джульєтта            | Tromeo and Juliet                | асоціативний | Так       | Ні         | співсценарист: Ллойд Кауфман     |
| 1999 | Терор Фірмер                  | Terror Firmer                    | Ні           | Так       | Ні         |                                  |
| 2000 | Особливі                      | The Specials                     | Ні           | Так       | Так        |                                  |
| 2002 | Скубі-Ду                      | Scooby-Doo                       | Ні           | Так       | Ні         |                                  |
| 2004 | Труба                         | Tube                             | Ні           | Так       | Ні         |                                  |
| 2004 | Світанок мерців               | Dawn of the Dead                 | Ні           | Так       | Ні         |                                  |
| 2004 | Скубі-Ду 2: Монстри на волі   | Scooby-Doo 2: Monsters Unleashed | Ні           | Так       | Так        |                                  |
| 2004 | Льодяник любові               | LolliLove                        | Ні           | Так       | виконавчий | в титрах не зазначений           |
| 2006 | Слимак                        | Slither                          | Так          | Так       | Ні         |                                  |
| 2010 | Супер                         | Super                            | Так          | Так       | Ні         |                                  |
| 2013 | Фільм 43                      | Movie 43                         | Так          | Ні        | Ні         | сегмент "Beezel"                 |
| 2014 | Вартові галактики             | Guardians of the Galaxy          | Так          | Так       | Ні         |                                  |
| 2016 | Експеримент "Офіс"            | The Belko Experiment             | Ні           | Так       | Так        |                                  |
| 2017 | Вартові галактики 2           | Guardians of the Galaxy Vol. 2   | Так          | Так       | Ні         |                                  |
| 2018 | Месники: Війна нескінченності | Avengers: Infinity War           | Ні           | Ні        | виконавчий | також діалоги Вартових Галактики |
| 2019 | Месники: Завершення           | Avengers: Endgame                | Ні           | Ні        | виконавчий |                                  |
| 2019 | Брайтберн                     | Brightburn                       | Ні           | Ні        | виконавчий |                                  |
| 2021 | Загін самогубців 2            | The Suicide Squad                | Так          | Так       | Ні         |                                  |
| 2023 | Вартові галактики 3           | Guardians of the Galaxy Vol. 3   | Так          | Так       | Ні         |                                  |
| 2025 | Супермен                      | Superman                         | Так          | Так       | Ні         |                                  |
| 2026 | Супердівчина                  | Supergirl                        | Ні           | Ні        | Так        |                                  |
| 2026 | Койот проти Акме              | Coyote vs. Acme                  | Ні           | Так       | Так        |                                  |

### Телебачення
| Рік         | Назва                                   | Оригінальна назва                           | Режисер    | Сценарист  | Виконавчий Продюсер | Автор ідеї |
| ----------- | --------------------------------------- | ------------------------------------------- | ---------- | ---------- | ------------------- | ---------- |
| 1997 — 2000 | Кафе Тромавілль                         | The Tromaville Cafe                         | Так        | Так        | Ні                  | Так        |
| 2008 — 2009 | Недопорно                               | James Gunn's PG Porn                        | 8 епізодів | 8 епізодів | 8 епізодів          | Так        |
| 2022 — ...  | Миротворець                             | Peacemaker                                  | 5 епізодів | 8 епізодів | 8 епізодів          | Так        |
| 2022        | Вартові галактики: Святковий спецвипуск | The Guardians of the Galaxy Holiday Special | Так        | Так        | Так                 | Так        |
| 2024 — ...  | Монстри Коммандос                       | Creature Commandos                          | Ні         | 7 епізодів | 7 епізодів          | Так        |
| 2024 — ...  | Ліхтарі                                 | Lanterns                                    | Ні         | Ні         | Так                 | Ні         |

### Актор
| Рік       |   | Українська назва   | Оригінальна назва                              | Роль                                  |
| --------- | - | ------------------ | ---------------------------------------------- | ------------------------------------- |
| 1996      | ф | Тромео і Джульєтта | Tromeo and Juliet                              | знайшовший свого батька               |
| 1997—2000 | с |                    | The Tromaville Cafe                            | Майк                                  |
| 2000      | ф |                    | The Specials                                   | Minute Man                            |
| 2000      | ф | Токсичний месник 4 | Citizen Toxie: The Toxic Avenger IV            | доктор Флем Хокінг                    |
| 2003      | в |                    | Doggie Tails, Vol. 1: Lucky's First Sleep-Over | Райлі                                 |
| 2003      | ф |                    | The Ghouls                                     | детектив Коттон                       |
| 2003      | ф |                    | Melvin Goes to Dinner                          | Скотт                                 |
| 2004      | ф |                    | LolliLove                                      | Джеймс                                |
| 2006      | ф | Слимак             | Slither                                        | Хенк                                  |
| 2008—2009 | с | Недопорно          | James Gunn's PG Porn                           | різні ролі                            |
| 2010      | ф | Супер              | Super                                          | Демонвілл                             |
| 2013      | с |                    | Holliston                                      | Джон Ангуїш (Епізод: "Honesty")       |
| 2015      | с | Конмен             | Con Man                                        | Raaker 2.0 (Епізод: "Found and Lost") |
| 2022      | с | Я є Ґрут           | I Am Groot                                     | наручний годинник (голос)             |

## Нагороди та номінації
| Рік  | Премія                         | Категорія                        | Назва                                      | Результат |
| ---- | ------------------------------ | -------------------------------- | ------------------------------------------ | --------- |
| 2005 | Премія Брема Стокера           | Найкращий сценарій               | Світанок мерців                            | Номінація |
| 2006 | Премія Бензопила               | Найбільше число жертв            | Слизняк                                    | Перемога  |
| 2007 | «Сатурн»                       | Премія кінематографістів вітрини | Слизняк                                    | Перемога  |
| 2014 | «Золота малина»                | Найгірша режисура                | Муві 43                                    | Перемога  |
| 2014 | «Золота малина»                | Найгірший сценарій               | Муві 43                                    | Перемога  |
| 2015 | Премія Гільдії сценаристів США | Найкращий адаптований сценарій   | Вартові Галактики (разом з Ніколь Перлман) | Номінація |
| 2015 | Critics' Choice Awards         | Найкращий бойовик                | Вартові Галактики                          | Перемога  |
| 2015 | «Сатурн»                       | Найкращий режисер                | Вартові Галактики                          | Перемога  |
| 2015 | «Сатурн»                       | Найкращий сценарій               | Вартові Галактики (разом з Ніколь Перлман) | Номінація |